# Kugelschrittschaltwerk
Das Kugelschrittschaltwerk stellte bis zu dessen Ablösung durch NC- bzw. CNC-Komponenten und neben der Lochstreifenprogrammierung für Werkzeugmaschinen eine flexible Lösung für wiederkehrende Fertigungsaufgaben (Massenproduktion) dar.

## Funktionsbeschreibung
Auf einer Walze wurden mit einfachen Stahlkugeln binäre Informationen (ähnlich einem Lochstreifen) flexibel gesetzt. Je nach Walzendurchmesser und Breite konnten mit solchen Schaltwerken durchaus komplexe Werkstücke programmiert werden. Der Walzendurchmesser bestimmte, wie viele Arbeitsschritte nacheinander, bis zur Wiederholung / Neustart des Programms durchgeführt werden konnten. Die Walzenbreite und damit die Anzahl der Gassen bestimmte, welche bzw. wie viele Funktionen programmiert werden konnten. Da es verschiedene Trommelgrößen und Breiten gab, waren meist nur Trommeln mit gleicher Breite an einem Maschinentyp einsetzbar.
In den Gassen selber konnten Funktionen wie Getriebestufe, Drehzahl (binär codiert), Drehrichtung, Futter öffnen und schließen, sowie Wegbefehle der einzelnen Achsen, oder auch Werkzeugwechsel programmiert werden. Ebenso standen die Funktionen „Schritt Weiter“ oder „Warte auf Benutzereingabe“ = Programmstart zur Verfügung.
Da die maximal mögliche Schrittanzahl durch den Walzendurchmesser definiert wurde, konnte man auf großen Walzen auch mehrere Programmdurchläufe programmieren, ohne jeweils durch Leerschritte bzw. -takte zum Programmstart zurückkehren zu müssen.
Das bedeutet, dass auf einer Walze mindestens zweimal dasselbe Programm abgelegt werden konnte. Die Wegbedingungen „Programmpunkt erreicht“ sind zum größten Teil durch flexible Anschläge mit überwachten Endpunktsensoren realisiert worden. So führte das Auslösen des Anschlages am Sensor automatisch zum Weiterschalten und damit zum nächsten Programmschritt.
Zur Erkennbarkeit des aktuellen Programmschrittes war auf der Walze umlaufend durch ein Sichtfenster erkennbar, bei welchem Programmschritt sich die Maschine aktuell befand.
Als Programmiergerät diente, nachdem man die abdeckende Codierblende entfernt hatte, ein Gerät, welches Ähnlichkeiten mit einem Kugelschreiber hatte. Presste man dieses Programmierwerkzeug in eine Gasse, wurde die darin befindliche Kugel aufgenommen und somit die Programminformation gelöscht. Führte man denselben Vorgang jedoch mit Betätigung des Drückers durch, wurde eine Kugel in die Gasse gesetzt. Im oberen Mittelteil dieses Gerätes befand sich ein Vorratsbehälter für diese Stahlkugel.
Nachdem man die Codierblende, welche die Informationen, welche Gasse welche Funktion beinhaltete, wieder aufgeschraubt hatte, war das Programm fertig und gesichert. So konnten von alleine auch beim Transport keine Kugeln verrutschen oder verloren gehen.
Auf der Hinterseite der Walze war eine Art Interface, welches über Federn und Stifte die Informationen der Walze selber auf Nockenschalter der Maschine übertrug.
So war es z. B. auf einer 32 Schrittwalze durchaus möglich mit bis zu 8 Werkzeugen nacheinander durchaus komplexe Werkstücke zu programmieren.